# Cape Kidnappers

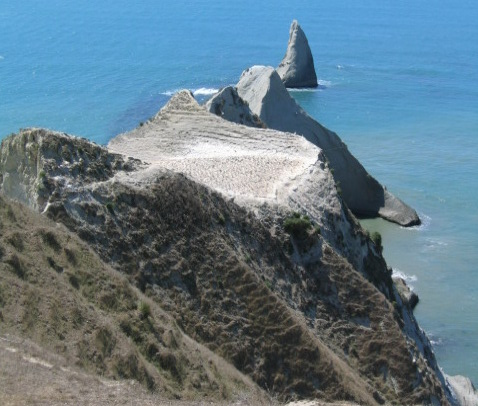
Cape Kidnappers

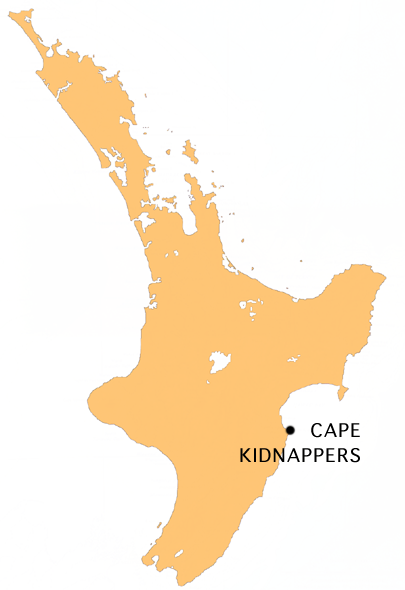
Mapa de localização

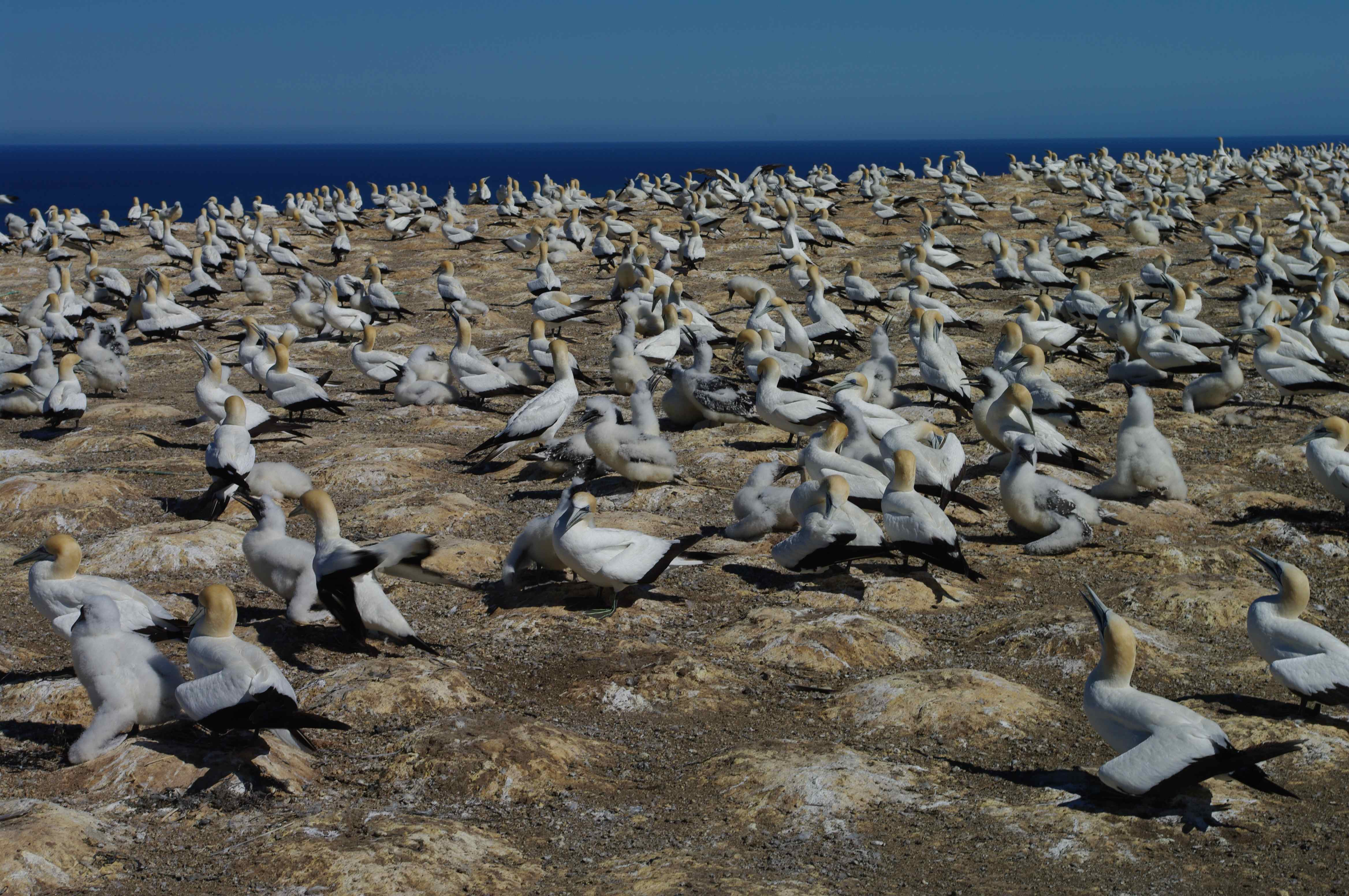
A colônia de ganso em Cape Kidnappers

Cape Kidnappers / Te Kauwae-a-Māui, comumente conhecido como Cape Kidnappers, é um promontório na extremidade sudeste de Baía de Hawke, na costa leste da Ilha Norte da Nova Zelândia, e fica ao final de 8 km (5.0 mi) península que se projeta no Oceano Pacífico. São 20 km (12 mi) sudeste da cidade de Napier. O acesso ao Cabo por estrada pára em Clifton, que é o ponto de partida de muitos turistas. O Cape Kidnappers Golf Course fica entre o promontório e a comunidade costeira próxima de Te Awanga.

## História
O promontório foi nomeado após uma tentativa de Māori local de raptar um membro da tripulação do Capitão Cook a bordo do HMS Endeavour, durante um desembarque lá em 15 de outubro de 1769. O membro da tripulação foi Taiata, o sobrinho de 12 anos ou servo de Tupaia, o Taitiano Arioi que serviu como intérprete e guia do Endeavour. O diário de Cook afirma que Taiata estava ao lado do navio quando um navio de pesca Maori se aproximou do Endeavour oferecendo-se para negociar peixes, antes de agarrar o menino e tentar fugir com ele. Marinheiros do convés do Endeavour imediatamente abriram fogo contra o barco de pesca, matando dois Māori e ferindo um terceiro.
Taiata prontamente saltou ao mar e nadou de volta ao Endeavour, enquanto os Māori restantes remaram com suas embarcações de volta à costa. Um canhão de 4 libras foi disparado atrás deles do tombadilho do Endeavour, mas o barco Māori logo estava fora de alcance.
Cook descreveu o cabo como tendo penhascos brancos e íngremes em ambos os lados, com duas grandes rochas que se assemelham a montes de feno perto do promontório.
Após a aprovação do Heretaunga Tamatea Claims Settlement Act 2018, o nome do promontório foi oficialmente alterado para Cape Kidnappers / Te Kauwae-a-Māui. A porção Māori do nome se refere ao 'anzol de Māui'.[carece de fontes?]

## Área importante para pássaros
O cabo foi identificado como uma área importante para pássaros pela BirdLife International porque é um local de reprodução para mais de 3.000 pares de gansos da Austrália.

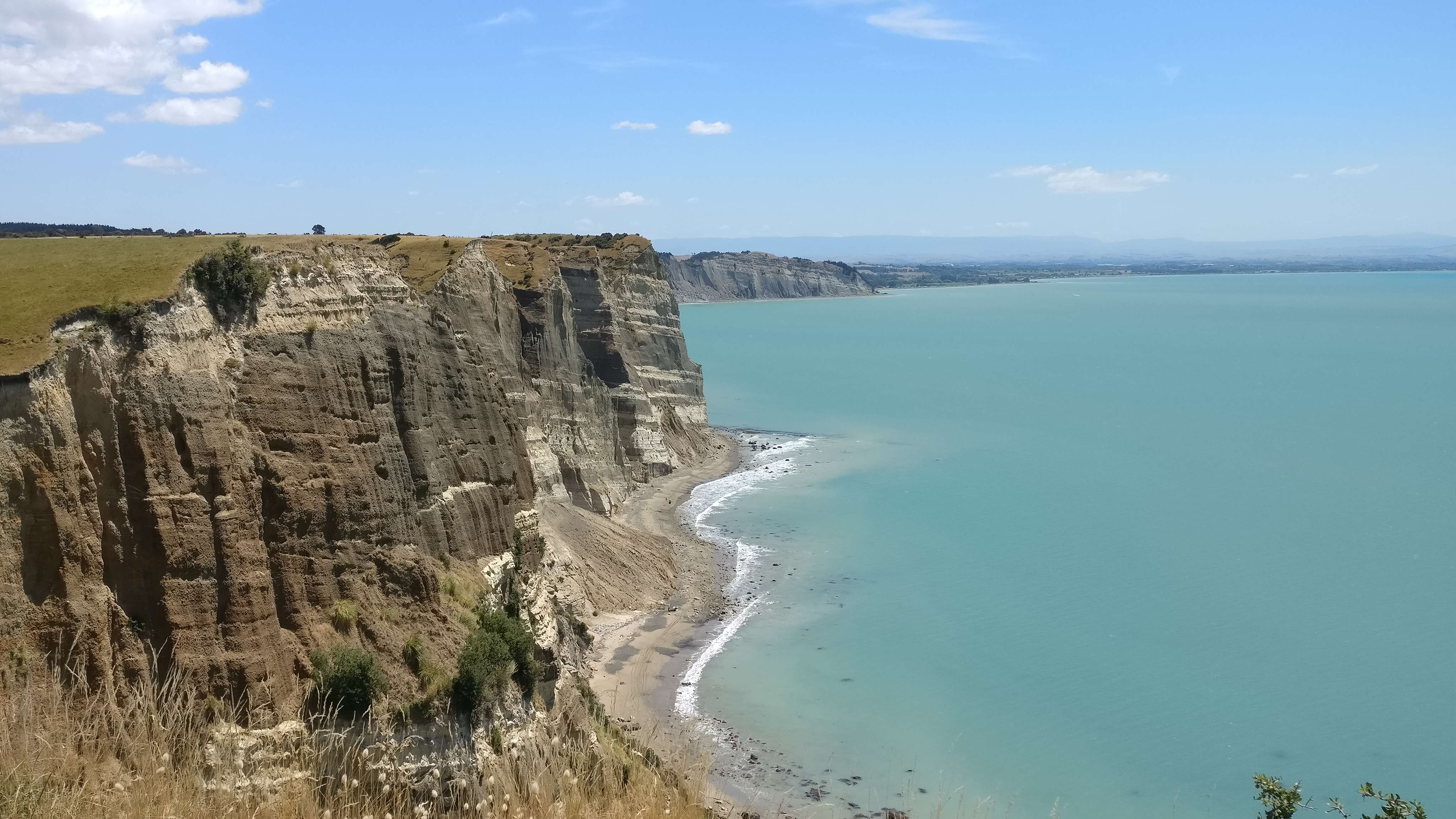
Penhascos exibindo deslizamento de terra em 2019
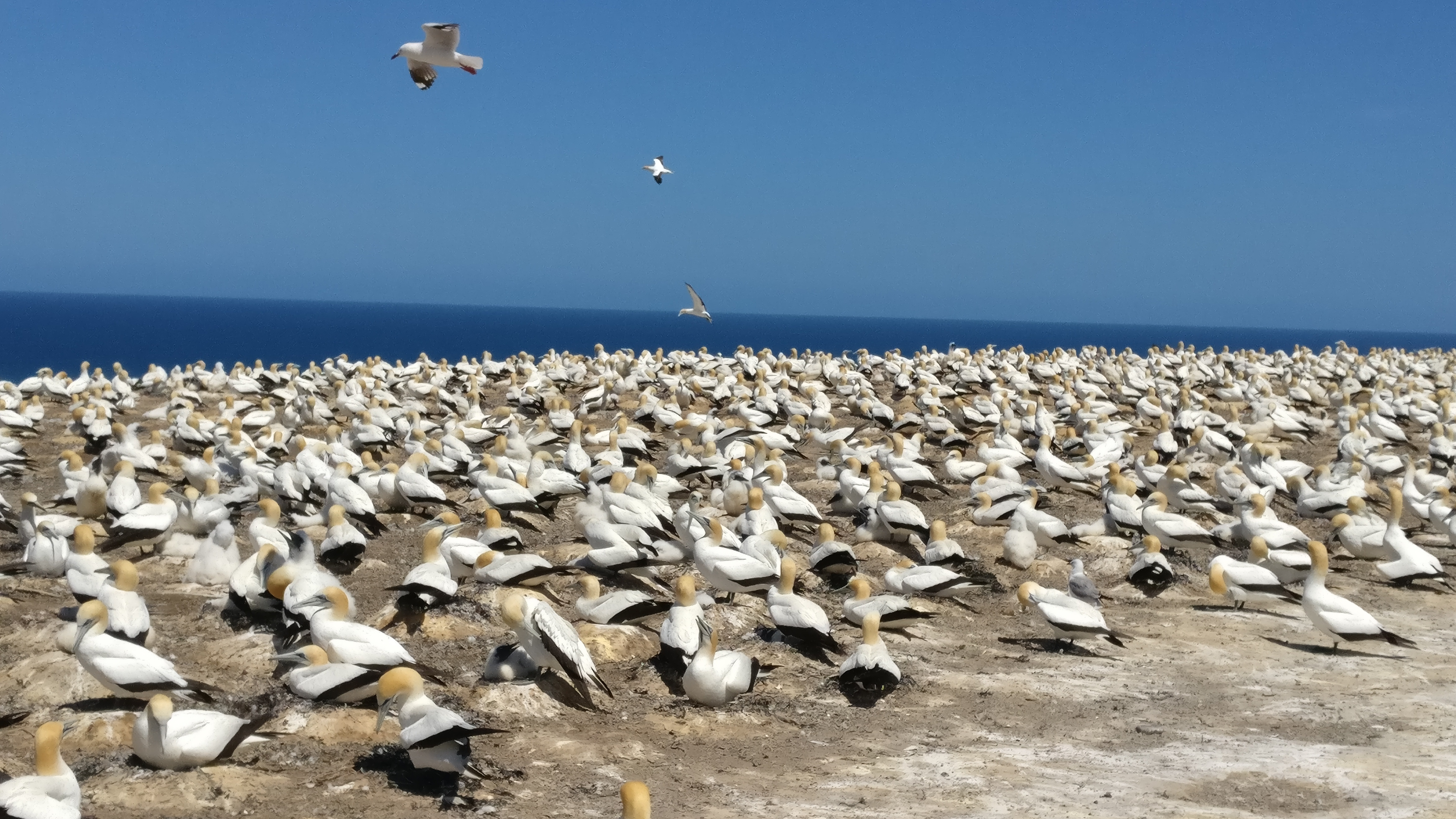
Mais de 5.000 gansos aninhados aqui
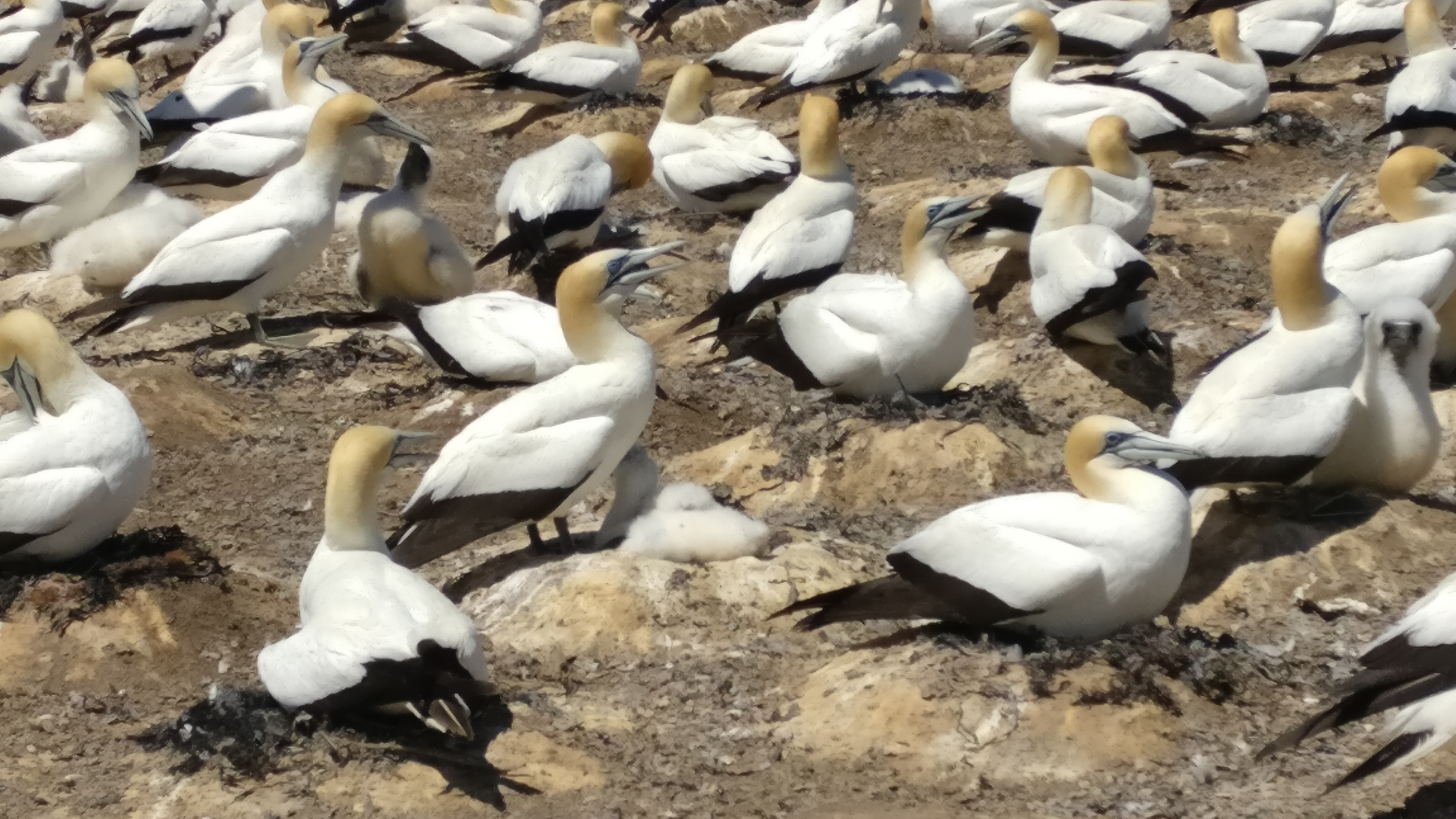
Gansos com pintinhos
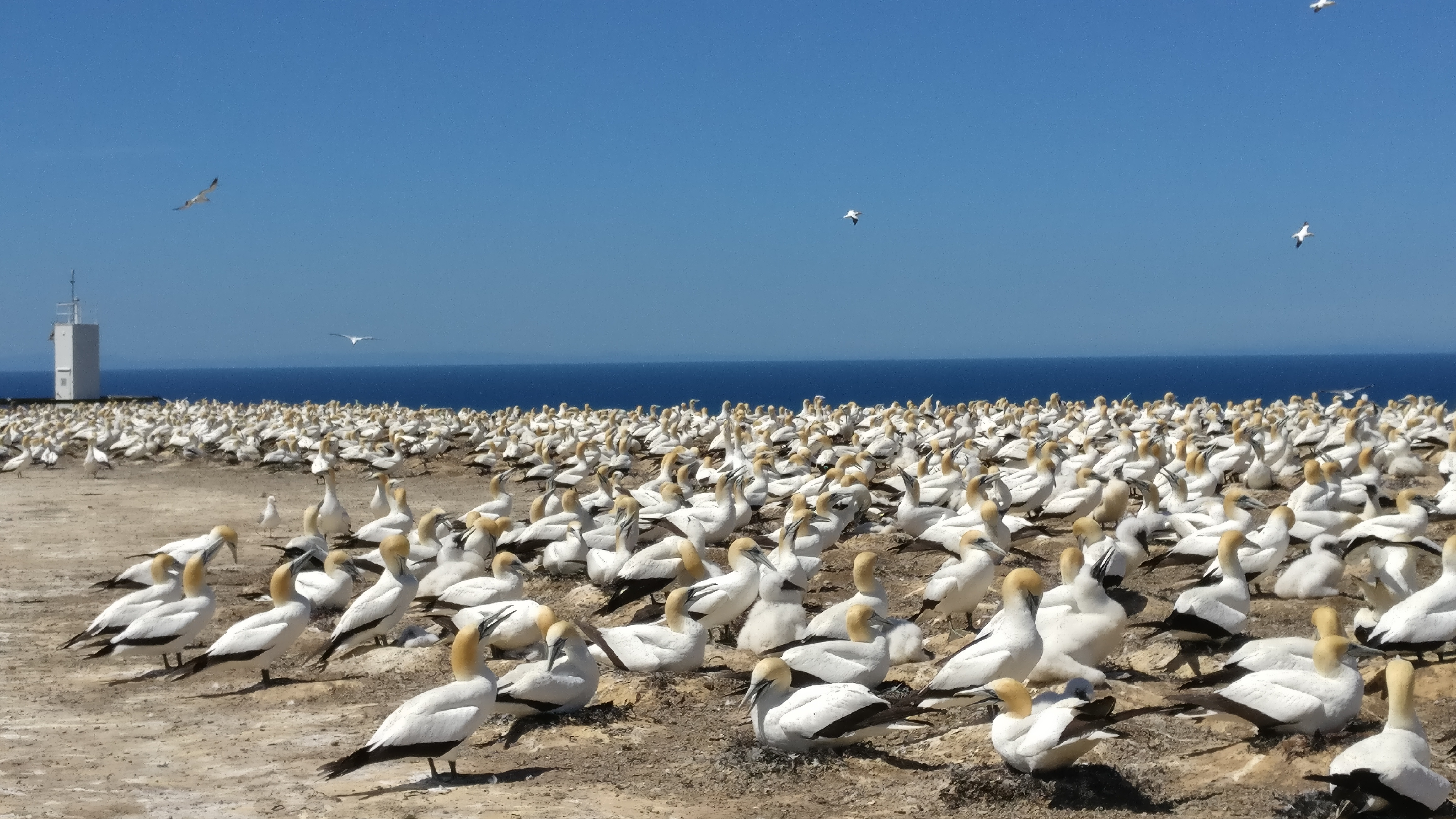
Santuário de ganso Cape Kidnappers, Nova Zelândia
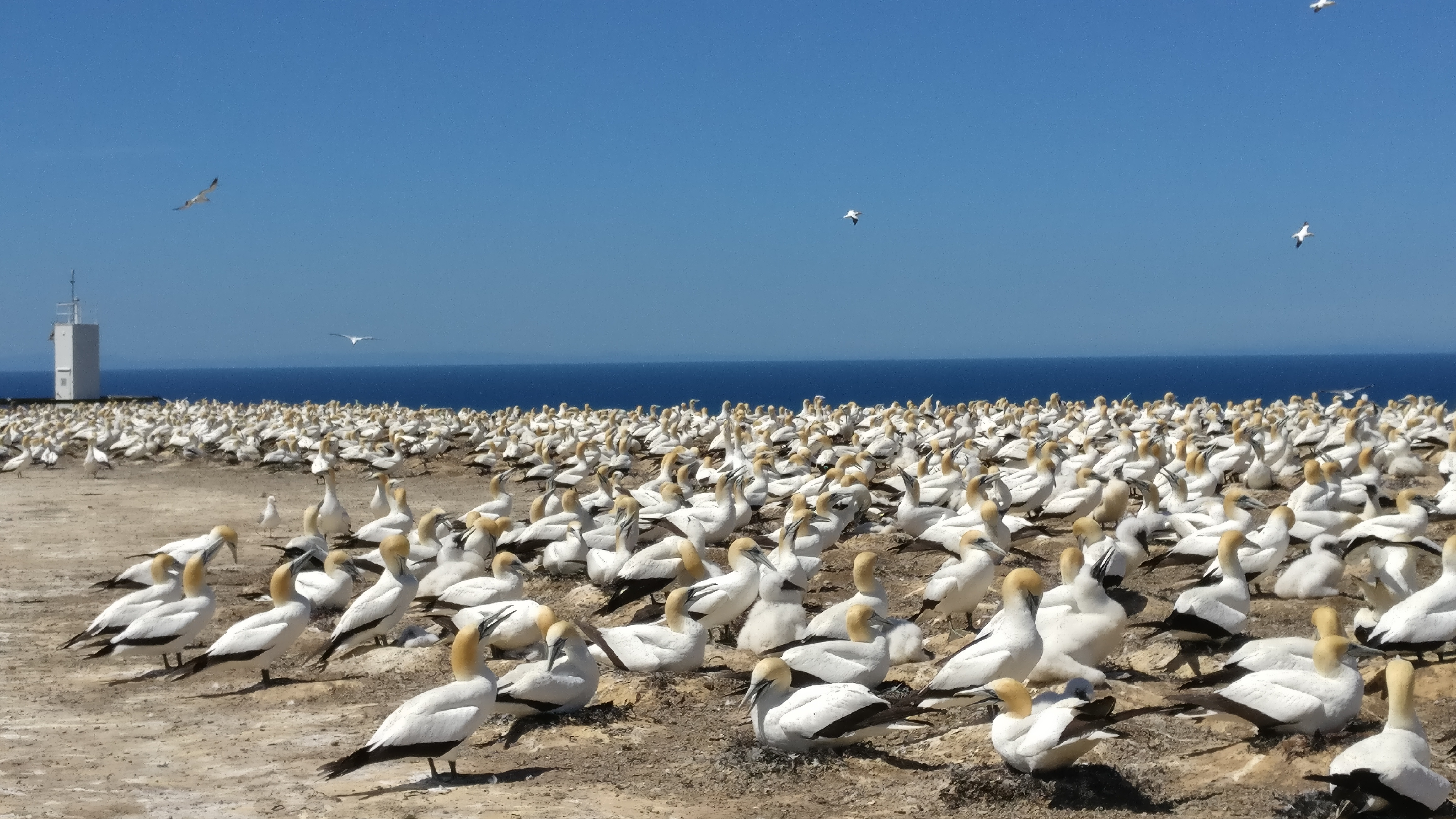
Santuário Ganso, Baía de Hawke